# Slip (TV-serie)
Slip är en amerikansk drama- och komediserie från 2023 skapad av Zoe Lister-Jones som även svarat för regin och också axlar seriens huvudroll. Första säsongen består av sju avsnitt. I USA hade serien premiär på The Roku Channel den 21 april 2023. I Sverige kommer den att sändas på TV4 Play med start 6 juni 2023.

## Handling
Serien kretsar kring Mae Cannon som efter ett 13 års långt förhållande börjar känna sig uttråkad. En dag vaknar hon upp i ett parallellt universum. Hon är gift med en annan man, och alla spår från hennes tidigare är borta.

## Rollista (i urval)
- Zoe Lister-Jones – Mae Cannon
- Emily Hampshire – Sandy
- Whitmer Thomas – Elijah
- Tymika Tafari – Gina
- Amar Chadha-Patel – Eric
- Sofia Galasso – Eva